# ConCiencia TV
ConCiencia TV es un canal de televisión digital venezolano concentrado en la innovación de la ciencia y tecnología en Venezuela, siendo propiedad del gobierno venezolano bajo el SiBCI. Su principal promotor es el Ministerio del Poder Popular para Ciencia y Tecnología (Mincyt).

## Historia
El canal fue dado a conocer en cadena nacional de radio y televisión el 20 de febrero del año 2013, en dicha rueda se anunciaba el lanzamiento público oficial de la Televisión digital abierta en Venezuela, a su vez que era anunciado el adelanto del nuevo y primer canal de televisión digital enfocado en la innovación de la ciencia y tecnología. En un comienzo el canal inició emisiones el 12 de abril de 2013 a través del sistema de televisión digital abierta en período de prueba en el horario de las 6:00 am hasta las 12:00 am por el canal 2305 y en DirecTV (actualmente SimpleTV) por el canal 109. El evento de inicio de transmisiones se realizó en la plaza pública (Plaza de los Museos) de Caracas.

## Programación
Gran parte de su programación cuya programación está dirigida principalmente a temas científicos y tecnológicos. Incluye producción nacional, además de países hispanoamericanos.
También tiene noticias como Innova, programa de salud mental como Terapias con ciencia, Uno de salud, deporte y vida como Energía vital, Saberes con ciencia, etc.